# Wasserverband Bersenbrück

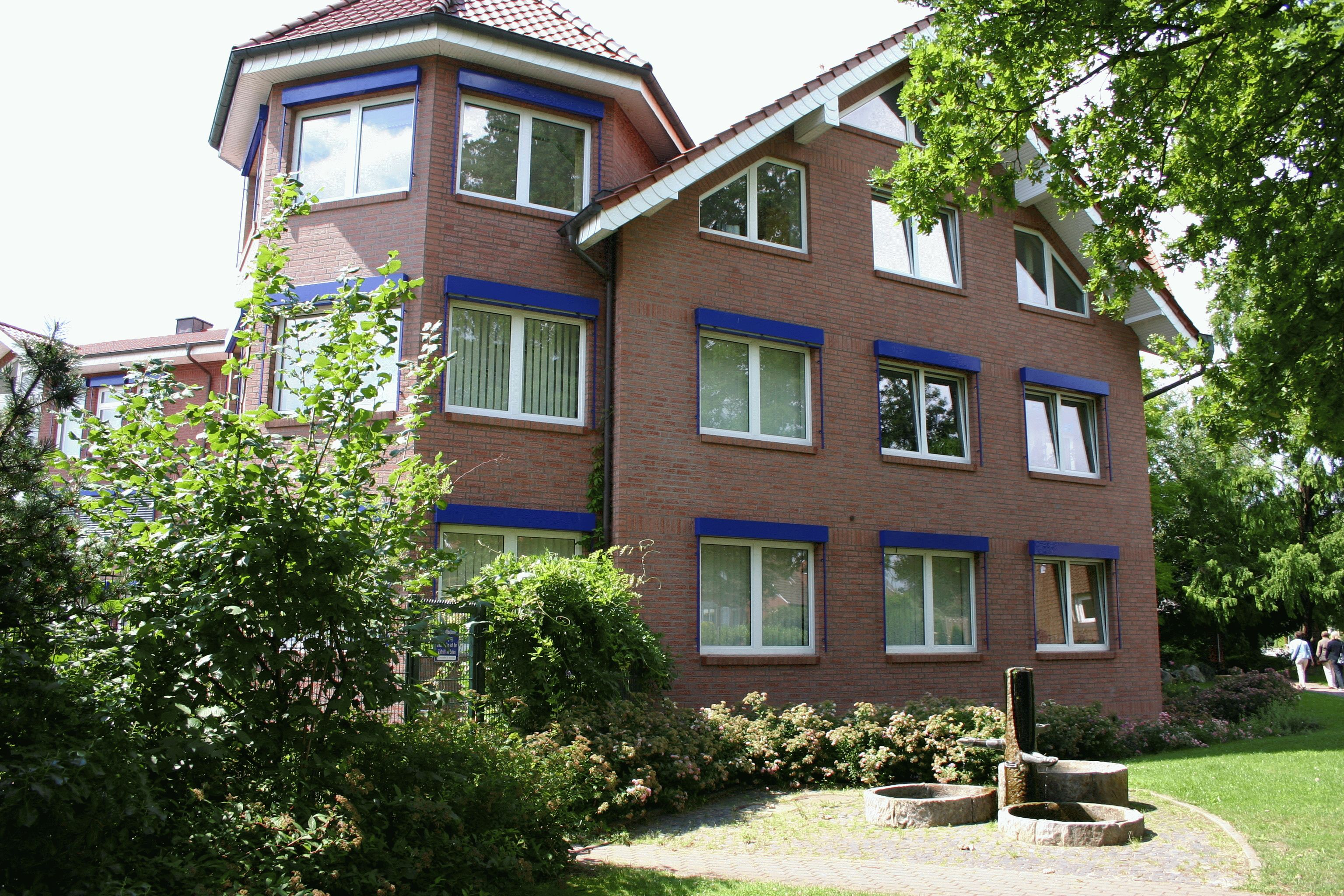
Verwaltung des Wasserverbandes Bersenbrück

Der Wasserverband Bersenbrück ist seit 1964 für die Trinkwasserversorgung im ehemaligen Landkreis Bersenbrück zuständig. Seit 1997 gehört die Abwasserentsorgung in der Samtgemeinde Bersenbrück, seit 1998 die der Samtgemeinde Artland, seit 2000 die Abwasserentsorgung in der Samtgemeinde Neuenkirchen und seit 2009 auch die Abwasserentsorgung der Samtgemeinde Fürstenau zu seinen Aufgaben. Der Wasserverband Bersenbrück ist eine Körperschaft öffentlichen Rechts. Er verfügt über einen Vorstand mit 11 Mitgliedern und zwei Verbandsausschüsse für Wasser und Abwasser.

## Geschichte
Im Jahr 1964 wurde in Rieste-Lage für den damaligen Landkreis Bersenbrück die erste flächendeckende zentrale Wasserversorgung gegründet. Bis zu diesem Zeitpunkt gab es lediglich in den Städten Bersenbrück, Bramsche, Fürstenau und Quakenbrück sowie in einigen Gemeinden eine zentrale Wasserversorgung. Mehr als die Hälfte der Bevölkerung bezog ihr Trinkwasser noch aus eigenen Brunnen oder aus Quellteichen und Flüssen. Mit einem Versorgungsgrad von 47 Prozent bildete der Kreis Bersenbrück das Schlusslicht in Niedersachsen. Im ländlichen Bereich mit seinen Streusiedlungen lag die Versorgungsquote noch deutlich niedriger. Mit Ausnahme des Innenstadtbereiches von Bramsche ist der Verband seitdem für die gesamte Trinkwasserversorgung im Altkreis Bersenbrück zuständig. Im Dezember 2018 übernahm der Wasserverband Bersenbrück zudem das Wasserwerk Vörden und damit auch die Versorgung der Ortsteile Vörden und Campemoor der Gemeinde Neuenkirchen-Vörden. Mittlerweile gehören dem Verband knapp 30.000 Mitglieder an. Der Versorgungsgrad liegt bei 96,8 Prozent.

### Aufgaben der Abwasserentsorgung

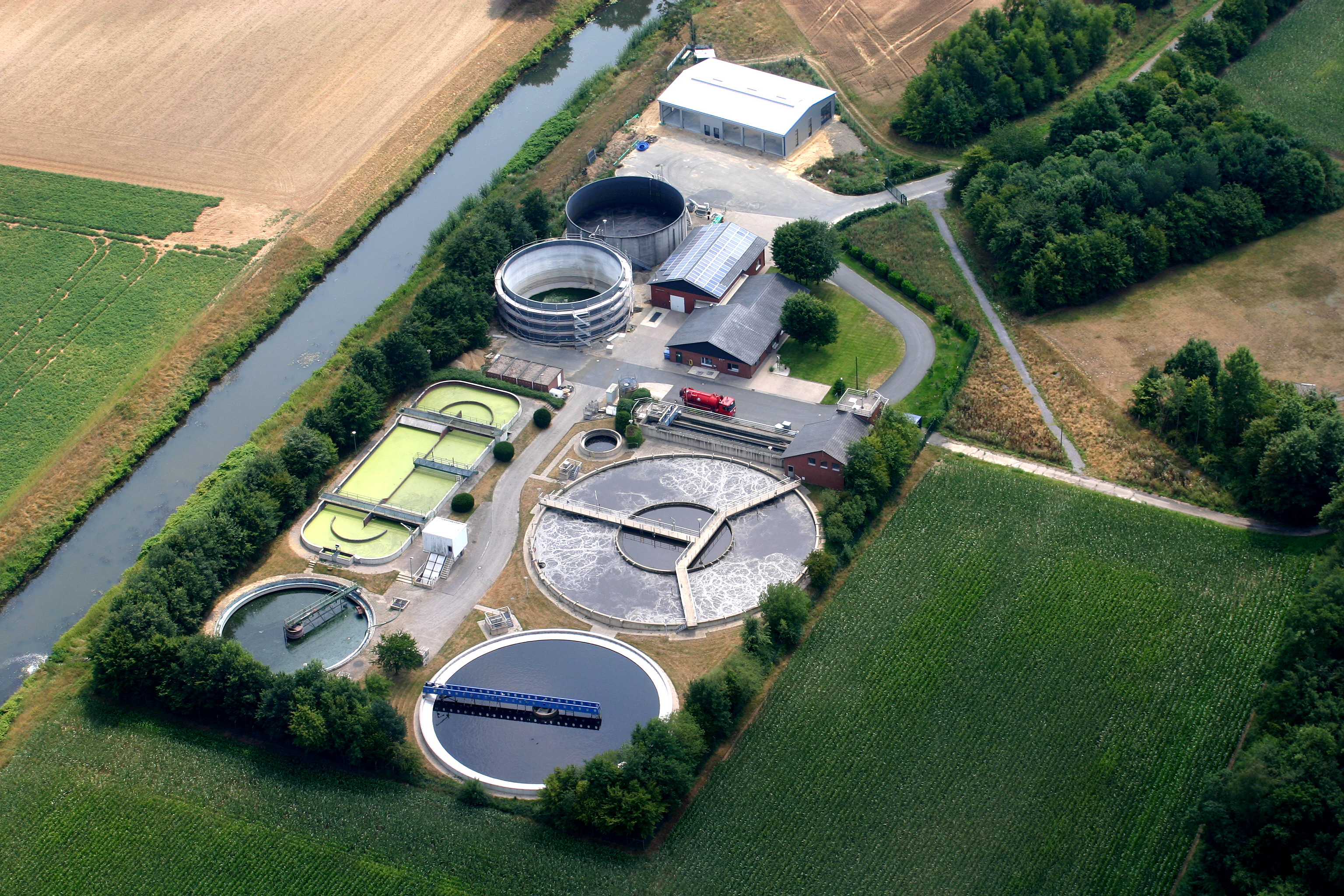
Kläranlage in Bersenbrück

Einen Schwerpunkt der kommunalen Arbeit bildete in den 1960er Jahren der Ausbau der Abwasserbeseitigung. Nur 56 Prozent der Bevölkerung in der Region waren zu dieser Zeit an Kläranlagen angeschlossen. Größere Städte wie Quakenbrück erhielten bereits zu Beginn des 20. Jahrhunderts eine zentrale Kanalisation und Abwasserbehandlung. In Bersenbrück wurde im Dezember 1955 die erste Kläranlage in Betrieb genommen. Die Reinigungsanforderungen an die Kläranlagen zum Schutz von Gewässern und Umwelt verschärften sich durch das Wasserhaushaltsgesetz, Umweltschutzbestimmungen, sowie Vorgaben von Land und Bund kontinuierlich. Der Wasserverband Bersenbrück übernahm in der zweiten Hälfte der 1990er Jahre zusätzlich für die Samtgemeinden die regionale Abwasserreinigung. Nach der Übernahme der Kläranlage in Bersenbrück am 1. Januar 1997 folgten die Anlagen in Quakenbrück 1998, in Neuenkirchen-Lintern 2000 und in Fürstenau 2009. Der Wasserverband Bersenbrück gehört seitdem zu den wichtigsten Versorgungsunternehmen im Landkreis Osnabrück. Heute (2021) sind mehr als 80 % der Haushalte an die sieben Kläranlagen angeschlossen.

## Dienstleistungen

### Trinkwasserversorgung und Leitungsnetz

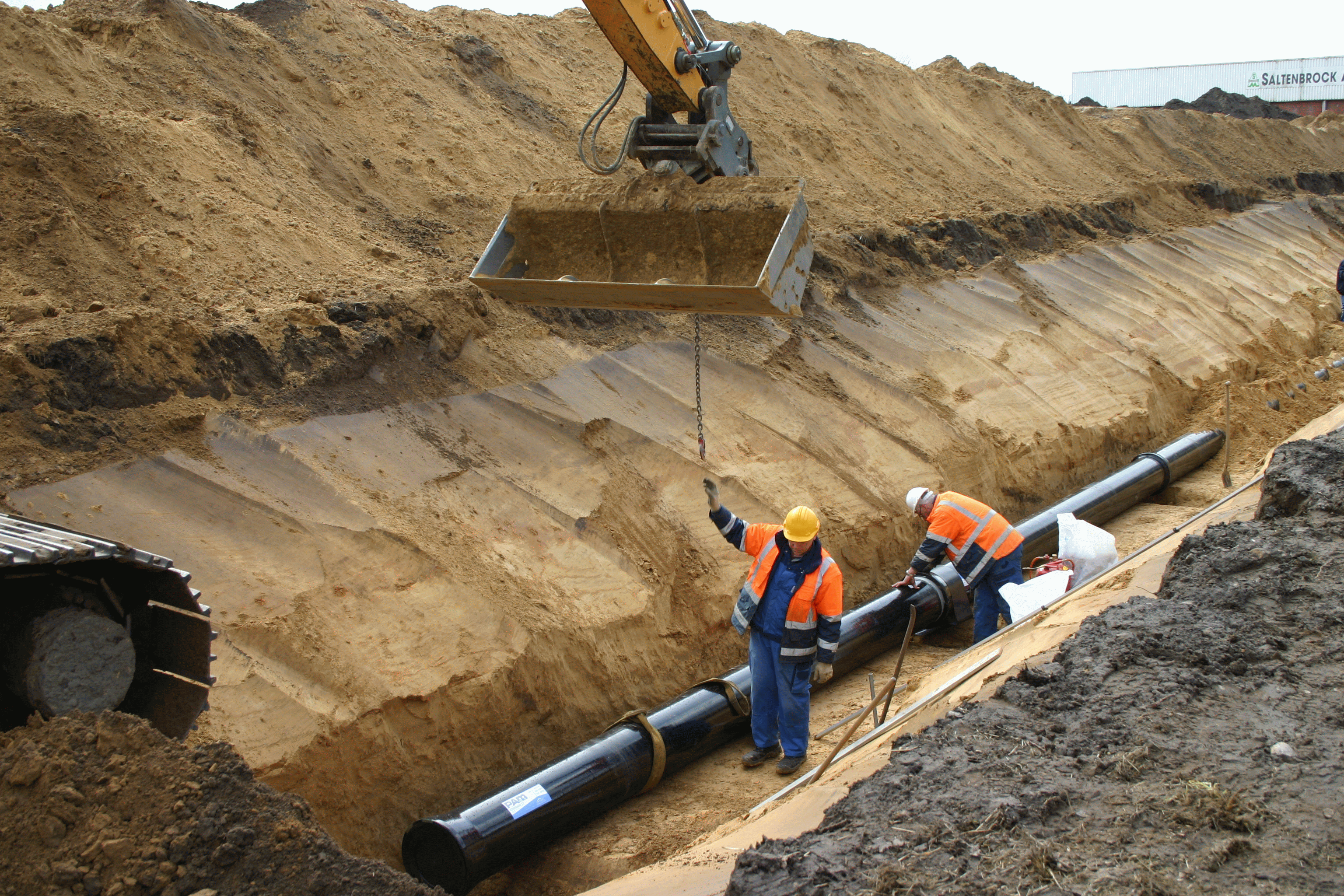
Verlegung Trinkwasserleitung

Für die Trinkwasserversorgung wird ausschließlich Grundwasser genutzt. Insgesamt bereiten sieben Wasserwerke in Ahausen-Sitter, Engter, Engter-Niewedde (gemeinsam mit dem Wasserverband Wittlage betrieben), Fürstenau, Ohrte, Plaggenschale und Vörden jährlich fast 8 Millionen Kubikmeter Grundwasser zu Trinkwasser auf. Das Grundwasser wird aus 28 Brunnen gefördert, die sich in Wasserschutzgebieten in einer Tiefe zwischen 45 und 150 Metern befinden. 15 Tief- und Hochbehälter mit einem Speichervolumen von insgesamt 35 Millionen Litern Trinkwasser sichern die Bereitstellung und Abgabe ins Leitungsnetz.
In den vergangenen Jahrzehnten wurden für die flächendeckende Versorgung rund 1700 Kilometer Trinkwasserhauptleitungen und 1000 km Hausanschlussleitungen verlegt.

### Abwasserentsorgung und Kanalnetz
In den sechs Kläranlagen werden aus dem Abwasser mehr als 96 Prozent der Kohlenstoffverbindungen, über 95 Prozent des Stickstoffes und mehr als 95 Prozent des Phosphats entfernt. Im Entsorgungsgebiet des Wasserverbandes Bersenbrück ist die Kanalisation als Trennsystem gebaut worden. Das heißt, dass das Regen- und das Schmutzwasser in zwei unterschiedlichen Kanälen transportiert werden. Bislang sind mehr als 700 km Hauptkanäle und 370 km Druckrohrleitungen verlegt worden. Insgesamt sind 65.100 Einwohner in der Region an das Kanalnetz angeschlossen.

## Regenerative Energiegewinnung

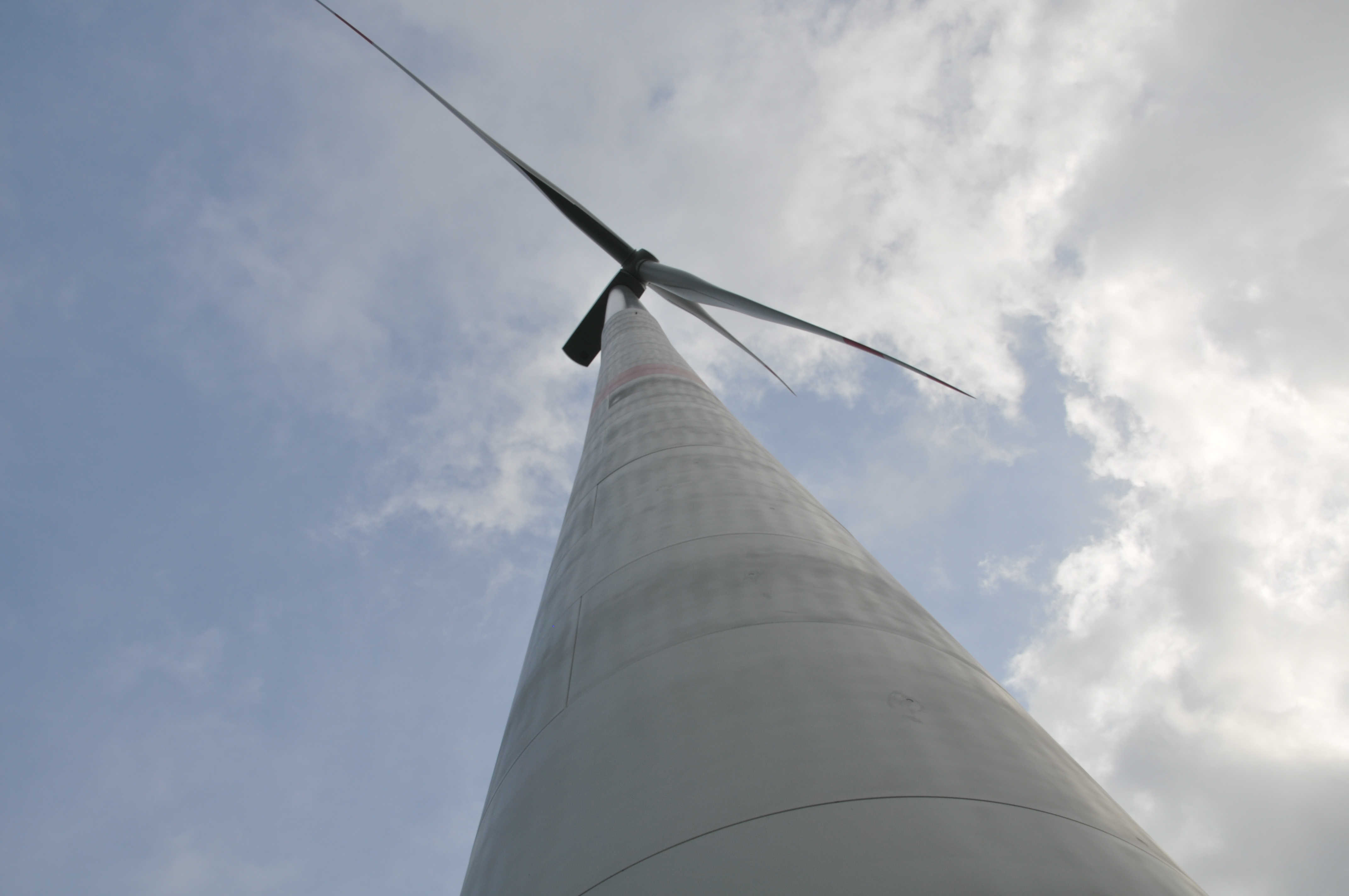
Windkraftanlage in Ohrte

Der Verband investiert in Wind- und Sonnenenergie sowie in Wasserkraft und Energie aus Faulgas. 2019 konnten in der Stromproduktion 9.575.015 kWh erzielt werden. Im selben Jahr wurden 8.644.675 kWh Strom verbraucht.

### Windkraft

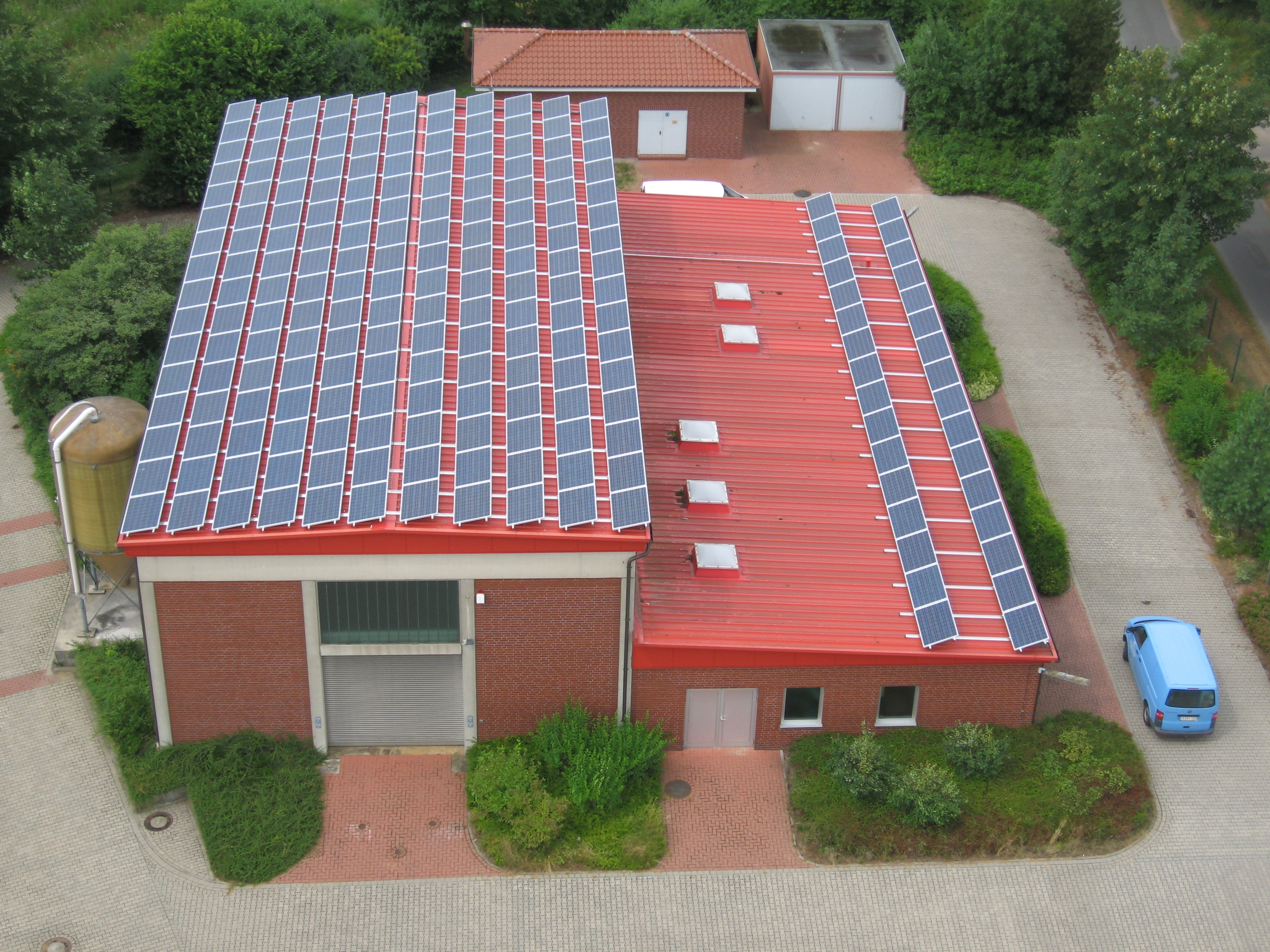
Photovoltaikanlage Wasserwerk Plaggenschale

An drei Wasserwerken errichtete der Wasserverband Bersenbrück 1993 Windkraftanlagen mit jeweils 150 kW Leistung und 41,5 m Nabenhöhe. Die dort produzierte Energie durch Windkraft deckte damals etwa ein Fünftel des Strombedarfs der Wasserwerke. Umgerechnet konnten damit auch bis zu 300 Haushalte vollständig versorgt werden.
Im Jahr 2018 wurde die in 1993 errichtete Windenergieanlage in Ohrte abgebaut und in der Nähe des Wasserwerkes im Windpark Bippen-Haneberg eine neue Windenergieanlage SENVION 3,2M122 NES mit 139 m Nabenhöhe errichtet. Diese Windenergieanlage produzierte im Jahr 2019 8,2 Mio. kWh.

### Photovoltaik
Seit 2009 werden Energiewandler in Betrieb genommen. Ende 2020 waren PV-Anlagen mit einer Leistung von insgesamt 168 kWp installiert. Die photovoltaische Energiewandlung ist ein Baustein in einem Energiemix verschiedener Energiewandlungsprozesse.

### Energie durch Faulgas

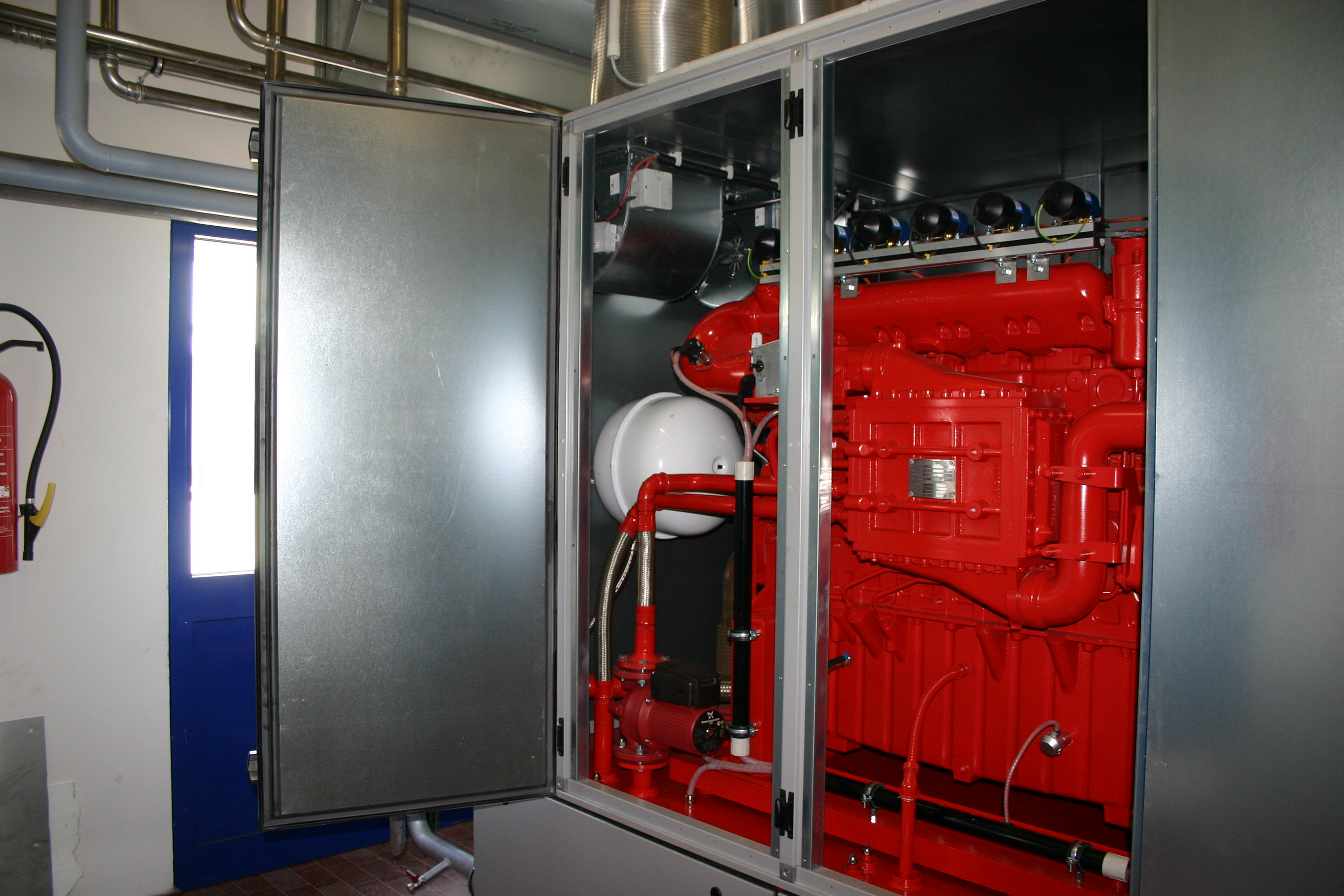
Blockheizkraftwerk in Quakenbrück

Das beim Faulprozess anfallende Faulgas wird auf der Kläranlage Quakenbrück in zwei Blockheizkraftwerken zur Stromerzeugung genutzt. Die dabei frei werdende Wärmeenergie wird zum Aufheizen des Faulschlammes und zur Beheizung der Betriebsgebäude verwendet. Sie erzeugen eine Nennleistung von 90 kW und 150 kW. Ein weiteres Blockheizkraftwerk wird zum Beheizen der Verwaltung genutzt. Hier werden 18 kW erzielt.

### Wasserkraft
Eine Turbine an der Kleinen Hase in Quakenbrück sorgt seit 2003 für Strom aus Wasserkraft. Bei einer Durchflussmenge des Wassers von zwei Kubikmetern pro Sekunde und einer Fallhöhe von zwei Metern, wird eine Turbinenleistung von 30 Kilowatt erreicht. Der so gewonnene Strom wird in das Netz der RWE eingespeist. Lediglich an rund 65 Tagen, vor allem in den trockenen Sommermonaten ist die Anlage außer Betrieb.

## Beteiligungen

### Klärschlammkooperation
Im Versorgungsgebiet des Wasserverbands Bersenbrück fallen jährlich 5400 Tonnen Klärschlamm bei der Reinigung des Abwassers an. Bislang wurde das Material in der Landwirtschaft zum Düngen genutzt. Die neue Klärschlammverordnung sowie die Düngeverordnung schränken diese Nutzung deutlich ein. 2020 schloss sich der Wasserverband Bersenbrück der Klärschlammverwertung Ostwestfalen-Lippe (OWL) GmbH mit 48 Gesellschaftern und 75 vertretenden Gemeinden, Kreisen, Städten sowie Wasser- und Zweckverbänden an. Die länderübergreifende Zusammenarbeit ermöglicht eine gemeinsame und regionale Entsorgung. Ab 2024 wollen die beteiligten Kommunen, Versorger und Städte ihren Klärschlamm in einer regionalen Verbrennungsanlage thermisch verwerten. Dabei wird auch die Phosphor-Rückgewinnung aus dem Klärschlamm, die von 2029 an vom Gesetzgeber verlangt wird, berücksichtigt.

### Kooperation der regionalen Wasserversorger
2002 beschlossen die großen Wasserversorgungs- und Abwasserentsorgungsunternehmen im Landkreis Osnabrück und der Stadt Osnabrück eine gemeinsame Zusammenarbeit und fachlichen Austausch. An der Kooperation sind die Wasserverbände Wittlage und Bersenbrück, das Wasserwerk Melle, die Stadtwerke Bramsche, Stadtwerke Osnabrück und Georgsmarienhütte und der Wasserbeschaffungsverband Osnabrück-Süd beteiligt. Beratend nehmen Vertreter des Landkreises und des Umweltdienstes der Stadt an den Gesprächen teil.

## Soziales und gesellschaftliches Engagement
Der Wasserverband Bersenbrück engagiert sich als kommunales Unternehmen in Kooperationen, Partnerschaften und Netzwerken. Dabei setzt es sich für nachhaltiges Wirtschaften ein, das soziale, ökonomische und ökologische Aspekte umfasst.

### TrinkWasser Projekt
Mit dem Ziel, möglichst vielen Schülern Trinkwasser anbieten zu können, startete 2010 das Netzwerk Adipositas des Gesundheitsdienstes für Stadt und Landkreis Osnabrück gemeinsam mit den regionalen Wasserversorgern das Projekt Trink!Wasser an Schulen. 2014 wurde das Projekt um Kindergärten und Kindertagesstätten erweitert. Im Verbandsgebiet des Wasserverbandes Bersenbrück wurden bislang insgesamt 75 Schulen und Kindergärten unterstützt.

### Radwasserlehrpfad

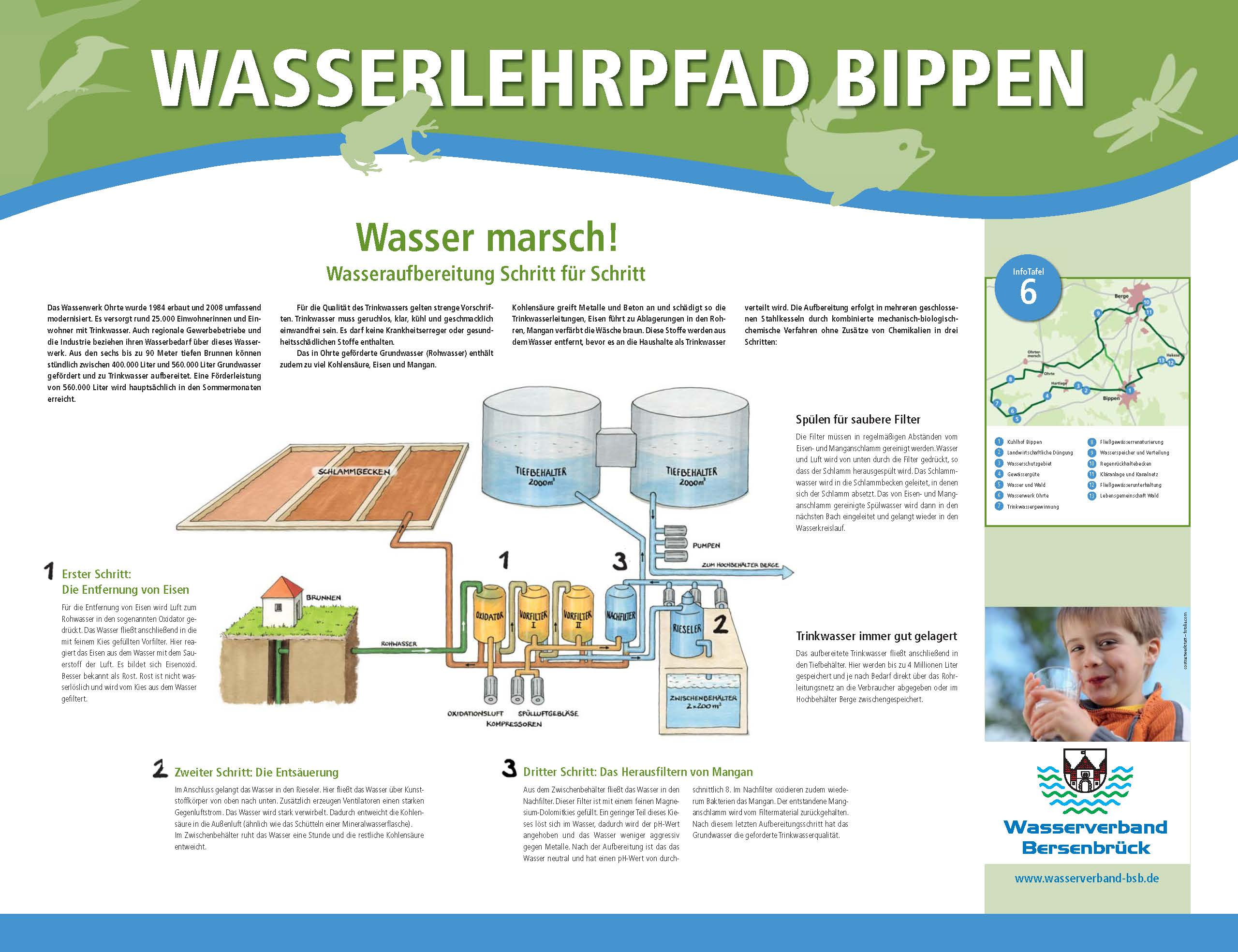
Radwasserlehrpfad – Radtour durch die Kulturlandschaft

Auf einer Wegstrecke von 30 Kilometern wurde 1998 mit dem Aufbau eines Radwasserlehrpfades begonnen. Seitdem gehört der Radlehrpfad zu einem Ausflugsziel in der Region. Mit seiner Installation in einem Wassergewinnungsgebiet wird der Fokus der Öffentlichkeit auf die Themen Trinkwasser und Grundwasserschutz gerichtet. Die Wegstrecke führt durch die Gemeinden Bippen und Berge im nördlichen Osnabrücker Landkreis. Anhand von Informationstafeln erfahren Radler Wissenswertes der Nutzung und Beeinflussung des Wassers.

### Umweltbildung
Projekte zur Umweltbildung führt der Wasserverband Bersenbrück in allen Schulformen durch. Sie erfolgen in Kooperation mit dem Forstamt Ankum, dem Umweltlernstandort Kuhlhoff und der Biologischen Station Haseniederung.

### Europäische Partnerschaften
Im Blick auf ein gemeinsames Europa unterstützt der Wasserverband Bersenbrück seit 2003 den Distrikt Siauliai in Fragen der wasserwirtschaftlichen Infrastruktur. Grundlage der gemeinsamen Arbeit ist ein Partnerschaftsvertrag, der im Mai 2003 unter der Schirmherrschaft des ehemaligen Europaabgeordneten Hans-Gert Pöttering geschlossen wurde.